# Stazione di Luzern Allmend/Messe
La stazione di Luzern Allmend/Messe è una fermata ferroviaria sotterranea della linea del Brünig a servizio dell'area naturalistica di Allmend, della Fiera di Lucerna e della Swissporarena.
È gestita dalla Zentralbahn (ZB).

## Storia
La fermata fu aperta al servizio pubblico il 9 dicembre 2012, qualche settimana dopo l'apertura del nuovo tunnel della ferrovia del Brünig.

## Strutture ed impianti

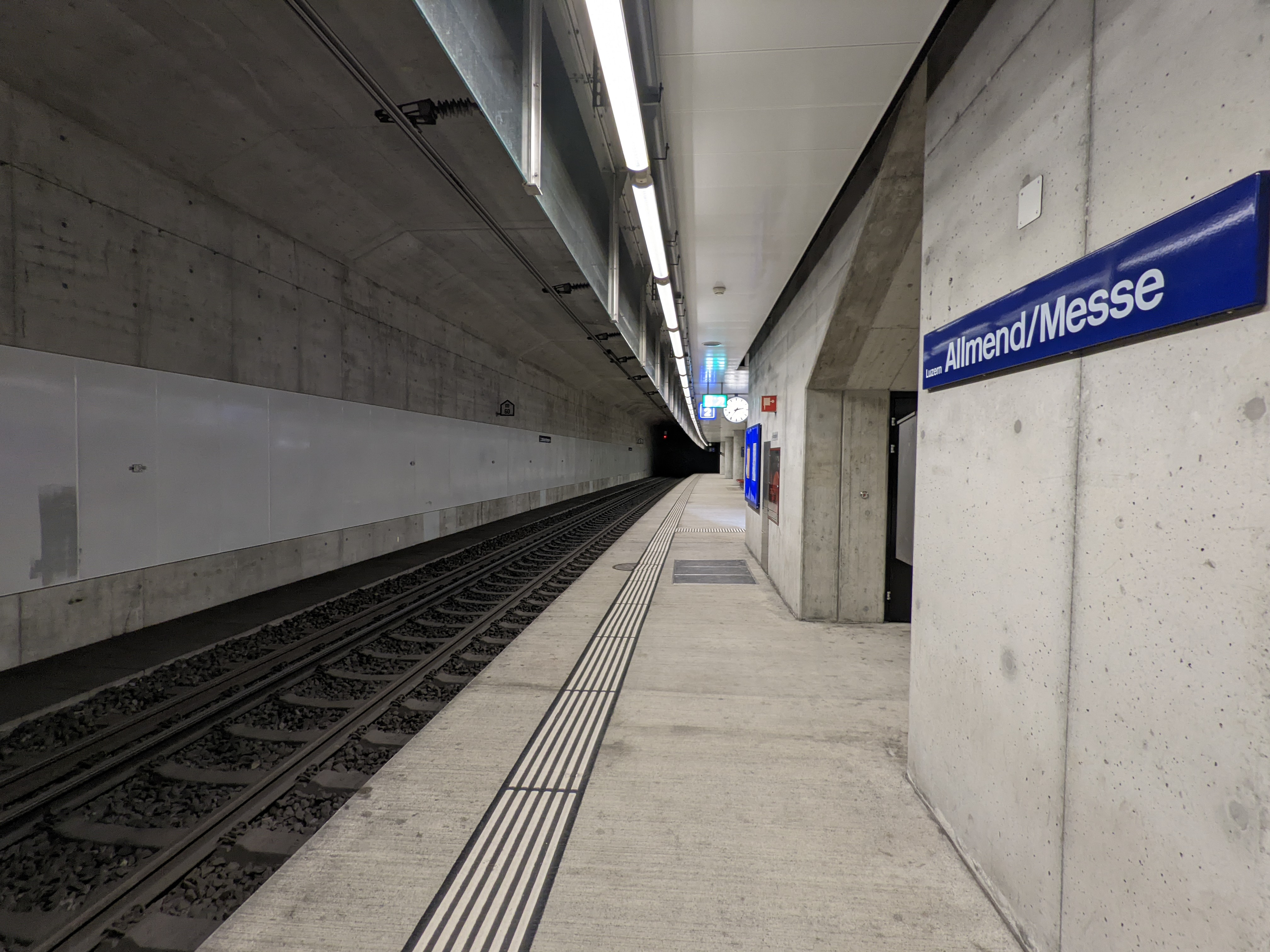
Il secondo binario, a doppio scartamento, della fermata

La fermata si trova nel tratto sotterraneo della ferrovia del Brünig tra le gallerie di Hubelmatt e Allmend.
Il piazzale è composto dai due binari di corsa della linea ferroviaria. Il primo binario, in senso dispari, è a scartamento ridotto da 1000 mm, mentre il secondo, in senso pari, è a doppio scartamento ferroviario a quattro rotaie: le due più esterne sono distanti tra loro 1435 mm, mentre quelle più interne solo 1000 mm. Entrambi i binari sono adibiti al servizio passeggeri: la banchina è unica, centrale.

## Movimento
La stazione è servita da tre linee della rete celere di Lucerna:
- la S4 (Lucerna-Wolfenschiessen)
- la S5 (Lucerna-Giswil)
- la S41, servizio di rinforzo avente come capolinea la stazione di Horw

## Servizi
- Biglietteria automatica
- Servizi igienici

## Interscambi
- Autobus urbani